# Pah Wongso
Louis Victor Wijnhamer, Jr. (11 février 1904 - 13 mai 1975), plus connu sous le nom Pah Wongso (en chinois 伯王梭 - Bó Wángsuō) est un travailleur social indonésien ayant œuvré dans la communauté des Chinois d'Indonésie à l'époque des Indes orientales néerlandaises.
Il est connu pour avoir été le rôle-titre d'un film de Star Film en 1941, Pah Wongso Pendekar Boediman.
Lors de l'occupation japonaise des Indes néerlandaises, il a été fait prisonnier et a passé 3 ans dans des camps de concentration en Asie du Sud-Est. Il est retourné en Indonésie en 1948 où il a ouvert un bureau d'aide sociale.